# Listă de fotografi - Z
|  | Listă de fotografi - Z \| Liste alfabetice de fotografi A - Ă - Â - B - C - D - E - F - G - H - I - Î - J - K - L - M - N - O - P - Q - R - S - Ș - T - Ț - U - V - W - X - Y - Z - |

## Fotografi - Z
| - Zerbe, Jerome | - Zingg, David Drew | - Žvirgždas, Stanislovas |